# Osgood (Ohio)
Osgood és una població dels Estats Units a l'estat d'Ohio. Segons el cens del 2000 tenia 255 habitants.

## Demografia
Segons el cens del 2000, Osgood tenia 255 habitants, 103 habitatges, i 77 famílies. La densitat de població era de 289,6 habitants/km².
Dels 103 habitatges en un 25,2% hi vivien nens de menys de 18 anys, en un 64,1% hi vivien parelles casades, en un 5,8% dones solteres, i en un 25,2% no eren unitats familiars. En el 24,3% dels habitatges hi vivien persones soles el 19,4% de les quals corresponia a persones de 65 anys o més que vivien soles. El nombre mitjà de persones vivint en cada habitatge era de 2,48 i el nombre mitjà de persones que vivien en cada família era de 2,92.
Per edats la població es repartia de la següent manera: un 23,5% tenia menys de 18 anys, un 5,1% entre 18 i 24, un 27,8% entre 25 i 44, un 20,8% de 45 a 60 i un 22,7% 65 anys o més.
L'edat mediana era de 38 anys. Per cada 100 dones de 18 o més anys hi havia 91,2 homes.
La renda mediana per habitatge era de 41.731 $ i la renda mediana per família de 48.125 $. Els homes tenien una renda mediana de 37.875 $ mentre que les dones 24.375 $. La renda per capita de la població era de 18.686 $. Cap de les famílies i el 0,4% de la població estaven per davall del llindar de pobresa.

## Poblacions més properes
El següent diagrama mostra les poblacions més properes.